# Ángel Almeida
Ángel Luis Almeida Sosa (Las Palmas de Gran Canaria, España,  2 de agosto de 1972 - Lisboa, Portugal, 29 de julio de 1997) fue un  jugador de baloncesto español. Con 2,15 de estatura, su puesto natural en la cancha era el de pívot. Perteneciendo al Portugal Telecom, falleció  en un entrenamiento de pretemporada de un fallo cardiaco cuando estaba a punto de cumplir 25 años.

## Trayectoria
- Salesianos Las Palmas. Categorías inferiores.
- F. C.  Barcelona. Categorías inferiores.
- 1990-92 F. C.  Barcelona. (Juega partidos con el primer equipo)
- 1992-93 C. B. Cornellà.
- 1992-93 F. C.  Barcelona. (Juega partidos con el primer equipo)
- 1993-95 Cáceres C. B.
- 1995-96 C. B. Sevilla.
- 1996-97 Portugal Telecom.

## Palmarés
- 1989-90 Campeonato de España Juvenil. F. C.  Barcelona. Campeón.
- 1990 Eurobasket Junior. Selección de España. Groningen. Medalla de Bronce.
- 1990-91 Copa del Rey. F. C.  Barcelona. Campeón.
- 1991-92 Campeonato de España Junior. F. C.  Barcelona. Campeón.
- 1994 Eurobasket sub-22. Selección de España. Ljubljana. Medalla de Bronce.